# Filmographie de Madonna
Vous lisez un « bon article » labellisé en 2013.
Pour un article plus général, voir Madonna.

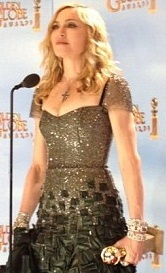
Madonna aux Golden Globes en 2012 avec son trophée de meilleure chanson originale pour le film W.E.

L'artiste américaine Madonna a entamé sa carrière d'actrice dès 1979, avant même d'avoir enregistré son premier 45 tours, en jouant dans le film underground A Certain Sacrifice, qu'elle a tourné entre 1979 et 1981 lors de son arrivée à New York. Toutefois, c'est en 1985 que sa carrière d'actrice débute vraiment grâce au film Recherche Susan désespérément. Les critiques positives pour ses débuts dans ce qui est son premier film commercial la poussent à participer à plusieurs films, dont les films à succès Dick Tracy (1990) pour lequel elle est nommée aux Saturn Award de la meilleure actrice en 1991, Une équipe hors du commun (1992) et Evita (1996) pour lequel elle reçoit un Golden Globe de la meilleure actrice en 1997.
Cependant, la plupart de ses films ont été des échecs critiques et commerciaux, lui rapportant 9 Razzie Awards pour un total de 16 nominations entre 1987 et 2010, ce qui fait d'elle l'actrice ayant reçu le plus de fois un Razzie Award.
Par ailleurs, elle a joué dans trois pièces de théâtre, produit plusieurs films à travers sa société de production Maverick et réalisé deux films, Obscénité et Vertu en 2008 puis W.E. : Wallis & Édouard en 2011, ainsi que quelques spots publicitaires. Deux documentaires à succès ont suivi les coulisses de deux de ses tournées mondiales : In Bed with Madonna (1991) et I'm Going to Tell You a Secret (2005).
Madonna a également contribué à plusieurs bandes originales de films, avec notamment : Crazy for You et Gambler (extraites de Vision Quest), Into the Groove (extraite de Recherche Susan désespérément), Live to Tell (extraite de Comme un chien enragé), l'album Who's That Girl (issu du film homonyme), This Used to Be My Playground (extraite d'Une équipe hors du commun), I'll Remember (extraite du film Avec les félicitations du jury), l'album Evita (issu du film éponyme), Beautiful Stranger (extraite de Austin Power 2, lauréate d'un Grammy Award), American Pie (extraite d'Un couple presque parfait) et Die Another Day pour le 20e James Bond, Meurs un autre jour. Elle est l'interprète de deux chansons Oscarisées (Sooner or Later extraite de Dick Tracy en 1991 et You Must Love Me extraite de Evita en 1997). En 2012, elle a gagné un Golden Globe de la meilleure chanson originale pour Masterpiece, un morceau écrit pour le film W.E. : Wallis & Édouard. Enfin en 2023, sa participation au titre Popular en featuring avec The Weeknd et Playboi Carti (extrait de la série The Idol) devient son premier succès musical à dépasser le milliard d'écoutes sur Spotify[réf. nécessaire].

## Sa carrière d'actrice et de réalisatrice en parallèle de son succès musical

### Ses premiers pas au cinéma (1979-1985)

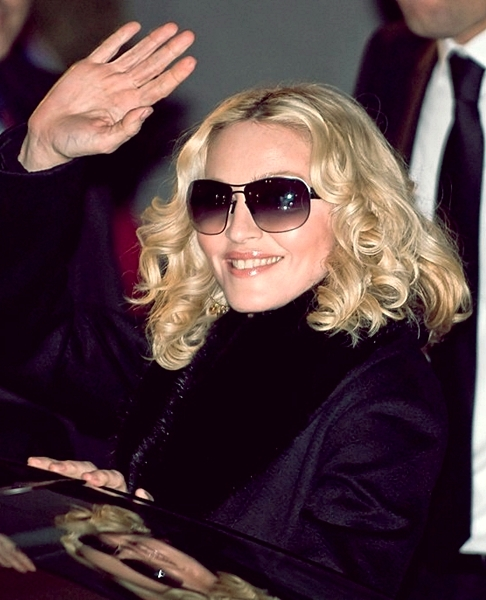
Madonna à la Berlinale en 2008 pour la présentation de son film Obscénité et Vertu.

En 1979, fraîchement arrivée à New York, Madonna court les castings et auditionne notamment pour le rôle d'Ariel Moore dans Footlose et pour la série Fame, sans être retenue. Peu de temps après, elle répond à l'annonce du réalisateur Stephen Jon Lewicki dans le magazine Backstage pour le film A Certain Sacrifice. Dans ce film tourné entre octobre 1979 et novembre 1981 pour des raisons budgétaires, et pour lequel elle est payée 100 $ (elle sera d'ailleurs la seule à recevoir un salaire), Madonna interprète Bruna, une new-yorkaise au profil dominateur entourée de son petit ami Dashiel et de ses esclaves sexuels. Une fois devenue célèbre, le réalisateur décide de sortir le film, ce à quoi Madonna s'oppose : elle lui propose 10 000 $ pour racheter les droits du film, ce qu'il refuse, avant de le poursuivre pour en empêcher la sortie. L'action en justice échoue, A Certain Sacrifice est finalement édité en 1985 et crée la polémique. En parlant de Madonna, Stephen Jon Lewicki dira plus tard : « Cette femme a plus de sensualité dans l'oreille que la plupart des autres dans tout leur corps ! »
En 1981, lorsque Camille Barbone décide de devenir son manager, cette dernière lui fait prendre des cours chez Mira Rostova, professeur d'art dramatique qui a notamment enseigné à Alec Baldwin, Roddy McDowall et Montgomery Clift. Madonna ne prend qu'une leçon qui se passe mal, jugeant l'exercice « trop dur » et le professeur « minable ». Mira Rostova déclara à Camille Barbone, « Je doute que cette fille puisse être jamais prise au sérieux en tant que comédienne. Premièrement, parce qu'elle est vulgaire. Deuxièmement, parce qu'elle a déjà décidé qu'elle sait tout ce qu'il y a à savoir sur tout. Et troisièmement, parce qu'elle n'écoute personne, et que si elle n'écoute pas dès le début, elle n'écoutera jamais. »
En septembre 1983, le manager de Madonna, Freddy DeMann, propose aux producteurs Peter Guber et Jon Peters de l'engager pour un petit rôle de chanteuse dans un bar pour leur prochain projet, un film intitulé Vision Quest réalisé par Harold Becker. D'après Madonna, les producteurs ne tenaient pas à engager une actrice expérimentée pour ce rôle mais voulaient une véritable chanteuse avec beaucoup de personnalité. Après une audition fructueuse, elle filme ses scènes en novembre 1983 durant lesquelles elle interprète les chansons Crazy for You et Gambler. En février 1984, Madonna auditionne pour un rôle dans la comédie musicale A Chorus Line, mais le réalisateur Richard Attenborough la refuse. Plus tard cette année, elle est choisie par Susan Seidelman pour interpréter le rôle de Susan dans Recherche Susan désespérément aux côtés de Rosanna Arquette et Aidan Quinn. La réalisatrice la choisit parmi plusieurs candidates comme Ellen Barkin ou Melanie Griffith et dira plus tard : « [Madonna] n'était pas une actrice expérimentée mais il y avait quelque chose dans son attitude. Elle était incroyablement sûre d'elle, parfaite pour le personnage. Je me disais que si on arrivait à insuffler cet aspect de sa personnalité dans le rôle, ce serait formidable. […] J'avais confiance en ma capacité à capturer sa façon d'être sur la pellicule. Je me fichais de son CV. » Le film sort en 1985 et récolte d'excellentes critiques, en particulier Madonna même si certains pensent qu'elle n'a fait que jouer son propre rôle,.

### DeShanghai SurpriseàDick Tracy(1986-1990)
Le succès de Recherche Susan désespérément pousse Madonna à vouloir poursuivre une carrière d'actrice en parallèle à son métier de chanteuse. Parmi les propositions qu'on lui fait, elle refuse de jouer sous la direction de Prince dans son film Under the Cherry Moon et retient le film Shanghai Surprise, produit par l'ex-Beatles George Harrison. Elle y interprète Gloria Tatlock, une missionnaire à la recherche d'une cargaison d'opium dans le Shanghai des années 1930 et qui doit s'associer à un vendeur de cravates américain qui connaît la ville comme sa poche, Madonna imagine dans le rôle son nouveau mari le comédien Sean Penn. En janvier 1986, les Penn s'envolent pour Hong-Kong et commencent le tournage, qui s'avèrera très difficile : d'après l'acteur Paul Freeman, qui interprétait le rôle de Walter Faraday dans le film, le réalisateur Jim Goddard se comportait de façon grossière avec Madonna en multipliant les blagues graveleuses et les sous-entendus et la présence continue des paparazzi rendait Sean Penn fou de rage, qui ne supportait pas que l'on empiète sur sa vie privée. De son côté, le frère de Madonna, Christopher Ciccone, qui a suivi sa sœur lors du tournage comme assistant, brosse un portrait moins flatteur : « Avant le début du tournage, Madonna est encore suspendue aux lèvres de Sean quand il la conseille sur son jeu d'actrice. Mais dès le premier tour de manivelle, elle abandonne son personnage de débutante et décide qu'elle a l'étoffe de Meryl Streep. […] Madonna croit être une actrice douée ; pour Sean, elle n'est rien de plus qu'une chanteuse. » Signe de la mésentente entre les Penn et les tabloïds, ces derniers les affublent du surnom peu flatteur de « Poison Penn » (les « Pennibles » en français).
Shanghai Surprise sort au cinéma en octobre 1986, c'est un échec critique et commercial : Pete Travers de People décrit Madonna comme « […] une poupée Barbie sans vie qui ne peut pas dire ses répliques sans avoir l'air de les réciter par cœur », tandis que Janet Maslin du New York Times souligne que « ce qu'il y a de mieux à propos de Shanghai Surprise, […] c'est que vous pouvez le regarder en toute intimité tellement il y a peu de spectateurs. » sélectionné pour six Razzie Awards l'année suivante, le film remporte le trophée de la pire actrice pour Madonna. Face à cet échec, Madonna dira simplement « Gloria Tatlock est très loin de ce que je suis en réalité […] Il me fallait un rôle qui me permettait de prouver aux gens que j'étais capable de jouer. » et rajoutera plus tard « Je venais juste de me marier. Tout était très nouveau pour moi, et mon ex-mari imposait ses vues, à sa guise. Il m'impressionnait tellement alors je lui laissais la bride sur le cou. J'étais tellement naïve. J'avançais à l'aveuglette, sans avoir mon mot à dire. J'ignorais ce qui se passait, et ça ne me plaisait pas. »
En 1987, après avoir refusé de partager la vedette avec Bruce Willis dans Boire et déboires, Madonna est à l'affiche de la comédie romantique Who's That Girl réalisée par James Foley, avec qui elle avait déjà collaboré pour ses clips Live to Tell, Papa Don't Preach et True Blue. D'abord intitulé Slammer, le film suit l'histoire de Nikki Finn, une jeune femme au caractère exubérant accusée de meurtre qui se bat pour trouver le vrai coupable. Si la bande originale et la chanson homonyme ont un succès commercial certain, le film est un nouvel échec pour Madonna : Jean Rosenbluth de Rolling Stone va jusqu'à dire que « Le titre du film posait la question “Qui est cette fille ?” Les résultats du box-office répondirent hélas, “La même qui était dans Shanghai Surprise et nous a ennuyé à mourir.” », le film récolte 5 nominations aux Razzie Awards l'année suivante et gagne le prix de la pire actrice pour Madonna. En 2000, Madonna exprime elle-même un avis négatif : « Dans tous les autres films que j'ai tourné, on trouve des choses pas mal. On peut dire que mon interprétation était bonne, même si le film était mauvais. Dans Who's That Girl, je trouve que tout est mauvais. ». Malgré tout, le film devient avec le temps une comédie culte classique des années 1980.[réf. nécessaire].
En 1989, Madonna participe au film Il était une fois Broadway où elle interprète le rôle d'une show girl amoureuse du personnage joué par Randy Quaid. Le film passe inaperçu et elle est une nouvelle fois sélectionnée aux Razzie Awards comme pire second rôle féminin. Lors de cette même cérémonie, elle est sélectionnée comme pire actrice de la décennie et pire révélation. Elle refuse par la suite de jouer dans le film Susie et les Baker Boys, estimant que le scénario était « inconsistant ». En février 1989, Madonna entame le tournage de Dick Tracy, film inspiré du comic-strip éponyme créé par Chester Gould en 1931. Le film permet à Madonna de relancer sa carrière d'actrice après les échecs de Shanghai Surprise et Who's That Girl. Le réalisateur Warren Beatty, avec qui elle entame une relation, la choisit parmi plusieurs actrices de renom telles que Kim Basinger ou Kathleen Turner. Payée au salaire minimum syndical, soit 27 360 $, Madonna est Breathless Mahoney, une séduisante chanteuse de cabaret qui tombe amoureuse du célèbre détective. Elle enregistre l'album I'm Breathless, composé de chansons utilisées dans le film et d'autres seulement inspirées par celui-ci. I'm Breathless contient entre autres quatre chansons écrites par l'auteur-compositeur Stephen Sondheim. Le film sorti en juin 1990 est un succès critique et commercial : dans sa critique pour le New York Times, Vincent Canby assure qu'il s'agit « de son meilleur rôle depuis ses débuts dans Recherche Susan désespérément. » En parallèle, Madonna est choisie par Jennifer Lynch pour jouer dans son film Boxing Helena pour interpréter le personnage éponyme, une femme séductrice et narcissique malmenée par un chirurgien interprété par Julian Sands. Mais Madonna quitte le projet quelques mois avant le début du tournage pour être d'abord remplacée par Kim Basinger puis par Sherilyn Fenn. Lorsque Prince lui propose un rôle dans son film Graffiti Bridge, Madonna rejette froidement l'offre après avoir jugé le script « merdique ». Elle sera remplacée par Ingrid Chavez, co-auteur avec Lenny Kravitz de son single controversé Justify My Love en 1990.

### De sa prestation aux Oscars àGroom Service(1991-1995)

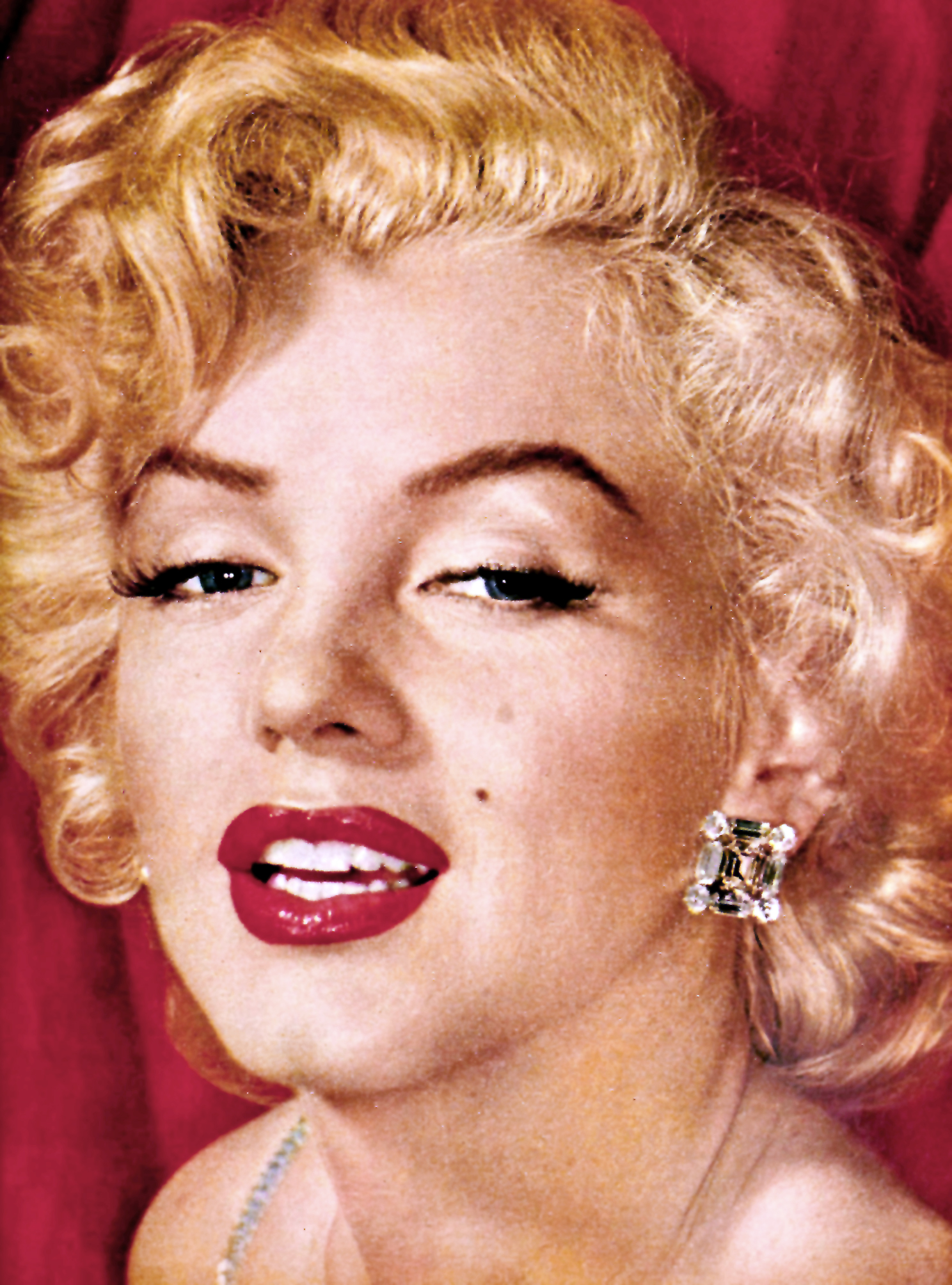
Pour sa tenue arborée lors des Oscars, Madonna s'est inspirée de l'actrice Marilyn Monroe (ici en 1961).

Madonna se rend aux Oscars en mars 1991 pour interpréter la chanson Sooner or Later écrite par Stephen Sondheim pour Dick Tracy, sélectionnée dans la catégorie meilleure chanson originale, récompense qu'elle gagnera. Habillée à la Marilyn Monroe, elle livre une performance jugée une des dix plus incroyables par Billboard Magazine en février 2013. Au mois de mai, elle est accueillie chaleureusement au Festival de Cannes où elle présente son documentaire In Bed with Madonna, qui la montre filmée par Alek Keshishian dans les coulisses de son Blond Ambition Tour l'année passée. La presse salue le résultat : dans sa critique pour Entertainment Weekly, Owen Gleiberman déclare que « Madonna fait plus dans ce documentaire que nous montrer les coulisses de sa vie de pop star. Elle révèle les racines de son style avec une franchise désarmante » tandis que Peter Travers de Rolling Stone souligne que « ce qui donne sa fraîcheur et son côté irrévérencieux à ce documentaire, c'est qu'il permet de découvrir les origines de l'attitude scandaleuse de Madonna et de l'ambition gigantesque qui lui a donné naissance. »
Certains critiques notent cependant que Madonna joue un rôle tout au long du documentaire, en particulier son frère Christopher Ciccone, qui a participé à la tournée comme directeur artistique : « J'hésite cependant à qualifier de documentaire la performance de ma sœur dans ce film, car c'est en fait un numéro où elle déploie plus de talent que dans toute sa carrière au cinéma. Et quiconque pense qu'In Bed with Madonna révèle quoi que ce soit de la vraie Madonna se fourre le doigt dans l’œil. » Loin de réfuter ces objections quant à sa sincérité dans le documentaire, Madonna répondra aux critiques lors d'une interview pour Vanity Fair : « Les gens vont dire : “Elle sait qu'on la filme, et elle joue pour la caméra.” Mais même si je joue, il y a de la vérité dans mon jeu d'actrice. En me regardant, vous penserez sans doute que vous ne connaissez pas Madonna, et vous aurez raison. Parce que vous ne saurez jamais qui je suis vraiment. Jamais ! » Dans la lignée de ces critiques, Madonna reçoit une nouvelle nomination assez ironique aux Razzie Awards comme pire actrice.
En 1992, après avoir interprété une trapéziste dans le film Ombres et Brouillard de Woody Allen, Madonna est à l'affiche de la comédie familiale Une équipe hors du commun réalisée par Penny Marshall. Dans ce film, où elle côtoie entre autres Tom Hanks, Geena Davis et Rosie O'Donnell, Madonna joue le rôle de Mae Morbadito, une new-yorkaise à fort tempérament qui ne s'en laisse pas conter. Si elle se plaint des conditions du tournage,, le film en lui-même est un succès critique et commercial, obtenant 77 % de critiques favorables sur le site Rotten Tomatoes, rapportant 107 000 000 $. Par ailleurs, elle et Shep Pettibone signent la chanson-thème, This Used to Be My Playground, qui sera son 10e no 1 au Billboard Hot 100. La chanson sera sélectionnée aux Golden Globes 1993 dans la catégorie meilleure chanson originale. En janvier 1993, quelques mois après le scandale causé par son recueil de photos suggestives SEX et l'album Erotica, Madonna est à l'affiche du thriller érotique Body réalisé par Uli Edel et produit par Dino De Laurentiis. Dans ce film, dont l'intrigue rappelle celle du film, sorti en 1992, Basic Instinct dans lequel les personnages joués par Sharon Stone et Michael Douglas s'opposent, elle interprète le rôle d'une femme accusée d'avoir tué son amant par asphyxie érotique pour toucher son héritage et qui entame ensuite une relation quasi sadomasochiste avec son avocat interprété par Willem Dafoe. Avec Body, Madonna se prend une nouvelle volée de bois vert de la part des critiques : dans sa critique pour le New York Times, Caryn James souligne que « si Madonna voulait réellement devenir une actrice respectée, elle n'aurait pas joué dans Body » et le critique de Rolling Stone est plus explicite : « Ce n'est pas que Madonna puisse faire une bonne Sharon Stone. Le hic, c'est qu'elle ne fait même pas une bonne Madonna. Au lieu d'exprimer des émotions, elle prend des poses, et débite d'une voix haut perchée des répliques stéréotypées qui ressemblent à des citations prélevées dans son bouquin. » En mars 1994, elle reçoit son 3e Razzie Award. En 1999, la comédienne Maïk Darah, qui a prêté sa voix à Madonna sur Dick Tracy, In Bed with Madonna, Ombres et Brouillard et Une équipe hors du commun, a confié lors d'une interview que c'était Madonna elle-même qui l'avait imposé pour la doubler en version française. Les deux femmes ont d'ailleurs eu l'occasion de se rencontrer.

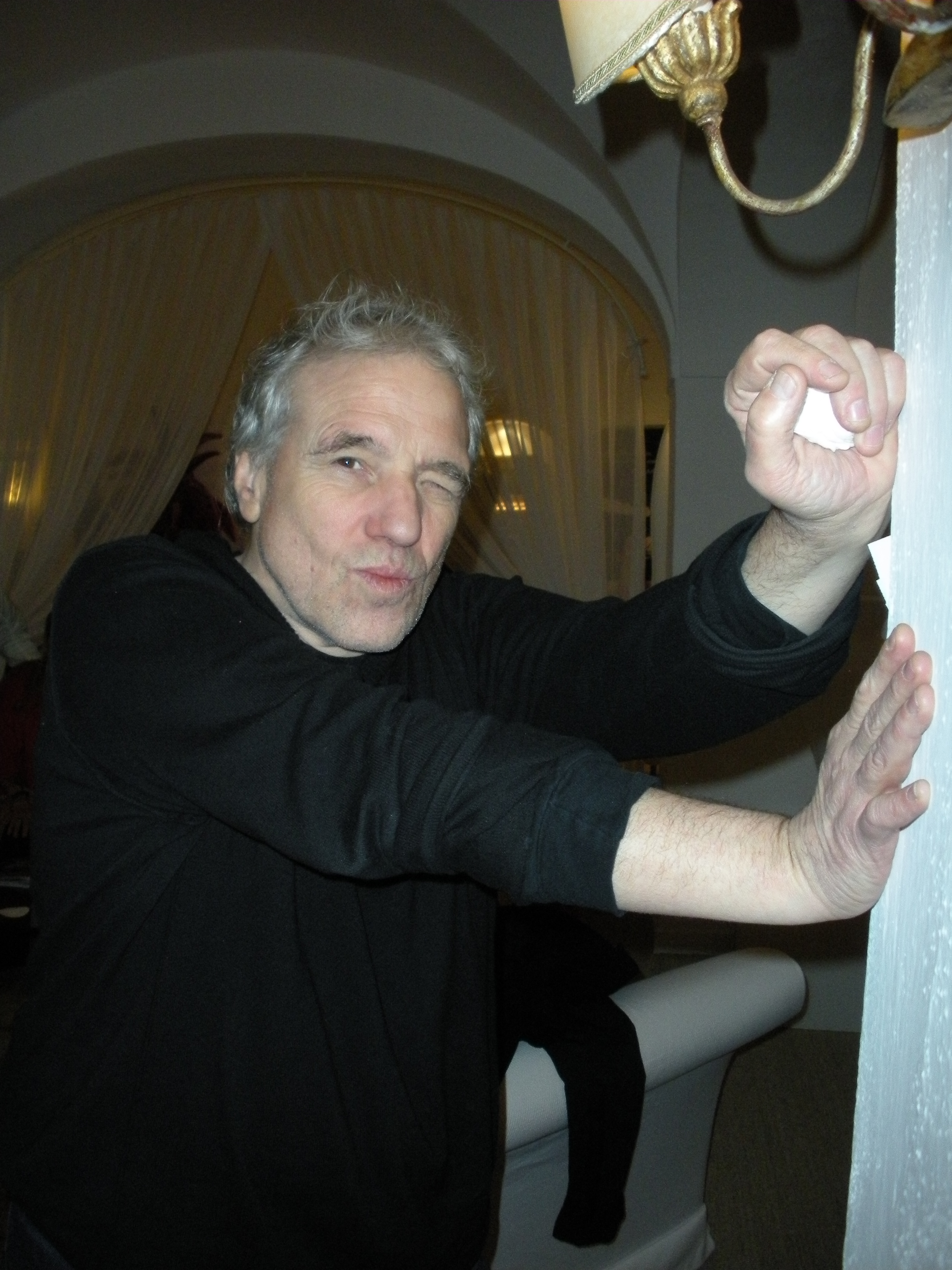
D'après Abel Ferrara (ici en 2010), Madonna a torpillé la sortie de en car elle jugeait le film merdique.

La même année, on la retrouve dans le film Snake Eyes d'Abel Ferrara. Dans ce film, son personnage, une actrice hollywoodienne au talent discutable, joue le rôle d'une femme qui rejette son mode de vie décadent pour embrasser sa foi retrouvée, ce qui ne manque pas d'insupporter son mari (interprété par James Russo), tout cela sous les yeux du réalisateur (Harvey Keitel), dont la vie privée est progressivement influencée par les scènes qu'il dirige. Si les impressions concernant le film sont mitigées,, la plupart des critiques sont d'accord pour dire qu'il s'agit de sa meilleure performance : pour Kevin Thomas du Los Angeles Times, « ce film pourrait bien être son premier succès au cinéma qu'elle attend tant » et Janet Maslin du New York Times va jusqu'à dire que « ce personnage est dénué d'artifices, ce qui est très rare dans ceux que Madonna interprète à l'écran. Certains spectateurs se demanderont sûrement s'ils n'ont pas déjà vu cette actrice dans d'autres films auparavant. » Dans une critique rédigée en février 2012 pour le Chicago Reader, Ben Sachs parle de Snake Eyes comme le meilleur film dans lequel Madonna a joué.
En dépit de ces bonnes critiques, le film est un échec commercial. Selon Abel Ferrara, Snake Eyes n'a pas eu le succès escompté car Madonna a désavoué le film avant même sa sortie en déclarant « Je pensais pouvoir jouer ce rôle et donner une excellente performance, Snake Eyes était supposé être quelque chose de bien pour ma carrière d'actrice. Et pourtant, c'est un film merdique que je déteste. Mais je joue bien dedans. », chose que Ferrara ne lui a jamais pardonné comme il l'a expliqué dans une interview pour The A.V. Club : « Les spectateurs n'ont jamais vraiment apprécié le film car Madonna l'a tué dans l’œuf. […] Elle a reçu tellement de critiques négatives après Body et elle pensait les devancer en dénigrant Snake Eyes […] mais elle a eu de bonnes critiques pour ce film qu'elle a pourtant critiqué au possible. Je ne lui pardonnerai jamais. » Quand on lui dit qu'il a réussi à tirer une bonne performance de la part de Madonna, il répond simplement que « c'est parce qu'elle interprète une actrice tellement mauvaise que le réalisateur finit par se suicider. Qui de mieux que Madonna pour ce rôle ? »
En 1995, Madonna participe au film à sketches Groom Service dans la partie réalisée et scénarisée par Allison Anders : dans le segment The Missing Ingredient, elle interprète le rôle d'une sorcière nommée Elspeth qui tente avec les autres membres de sa convention de ressusciter la déesse Diane, leur matriarche. Le film reçoit de mauvaises critiques : pour Jack Matthews du Los Angeles Times, « qualifier Groom Service de mauvais film est un euphémisme. » Il vaut à Madonna son 1er Razzie Award comme pire second rôle féminin. La même année, elle fait une courte apparition dans le film Brooklyn Boogie coréalisé par Paul Auster et Wayne Wang, où elle délivre un télégramme chantant à un certain Auggie Wren, interprété par Harvey Keitel (qu'elle a déjà côtoyé dans Snake Eyes). Madonna est également pressentie pour interpréter Ginger McKenna dans le film Casino de Martin Scorsese mais ce dernier choisit Sharon Stone à la dernière minute.

### Le succès d'Evitaet la collaboration avec Rupert Everett (1996-2000)

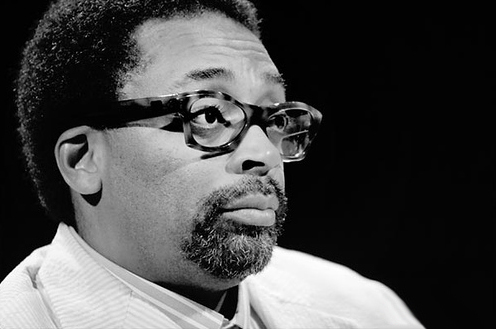
L'année de la sortie d'es, Madonna est également à l'affiche du film en réalisé par Spike Lee (ici en 2007).

Dès la fin des années 1970, Tim Rice et Andrew Lloyd Webber réfléchissent à une adaptation au cinéma de leur opéra narrant la vie d'Eva Perón (surnommée « Evita », d'où le titre de l'œuvre), première dame de l'Argentine de 1946 à 1952 devenue icône dans son pays natal après son décès brutal à l'âge de 33 ans. En 1981, Ken Russell est d'abord pressenti derrière la caméra mais il est rapidement écarté, au grand soulagement de Tim Rice. Viennent ensuite Oliver Stone puis Glenn Gordon Caron qui jettent successivement l'éponge pour être finalement remplacés par Alan Parker, qui avait initialement refusé peu après la sortie de son film Fame. Pour incarner Evita, plusieurs noms circulent au fil des années : Elaine Paige, Liza Minnelli, Meryl Streep ou encore Michelle Pfeiffer. Madonna s'était montrée vivement intéressée par le projet : elle avait déjà été approchée en 1987 sous la direction d'Oliver Stone mais sa demande de réécrire les chansons pour qu'elles lui correspondent mieux et d'avoir un droit de regard sur le scénario n'avait convaincu ni le réalisateur, ni Andrew Lloyd Webber. Elle avait été de nouveau annoncée quand Glenn Gordon Caron fut pressenti pour réaliser le film. Aussi, lorsque Pfeiffer décide de se retirer du projet à la suite de sa grossesse, Madonna écrit une lettre manuscrite de quatre pages à Alan Parker. Elle l'assure de sa détermination et du sérieux qu'elle mettra pour incarner Evita. Elle promet également de se consacrer entièrement au film pour en faire un succès. Elle est finalement choisie grâce au soutien de Tim Rice bien qu'Andrew Lloyd Webber soit plus circonspect quant à ses qualités vocales. Pour pouvoir améliorer sa voix, Madonna prend des cours de chant auprès de Joan Lader, qui a notamment travaillé avec Patti LuPone. En dépit de ces leçons, l'enregistrement de la bande originale à Londres est très éprouvant pour Madonna. Avant de partir en Argentine commencer le tournage, Madonna se documente de façon intensive sur la vie de la femme qu'elle va interpréter à l'écran. Une fois arrivée à Buenos Aires, elle est confrontée à l'hostilité du peuple argentin et du président péroniste Carlos Menem. Elle réussit cependant à convaincre ce dernier de laisser Alan Parker filmer la scène où elle interprète Don't Cry for Me Argentina au balcon de la Casa Rosada, la résidence officielle du chef de l'État argentin où Eva Perón s'était adressée au peuple argentin de nombreuses fois. Par ailleurs c'est pendant le tournage d'Evita que Madonna apprend qu'elle est enceinte de sa fille Lourdes.

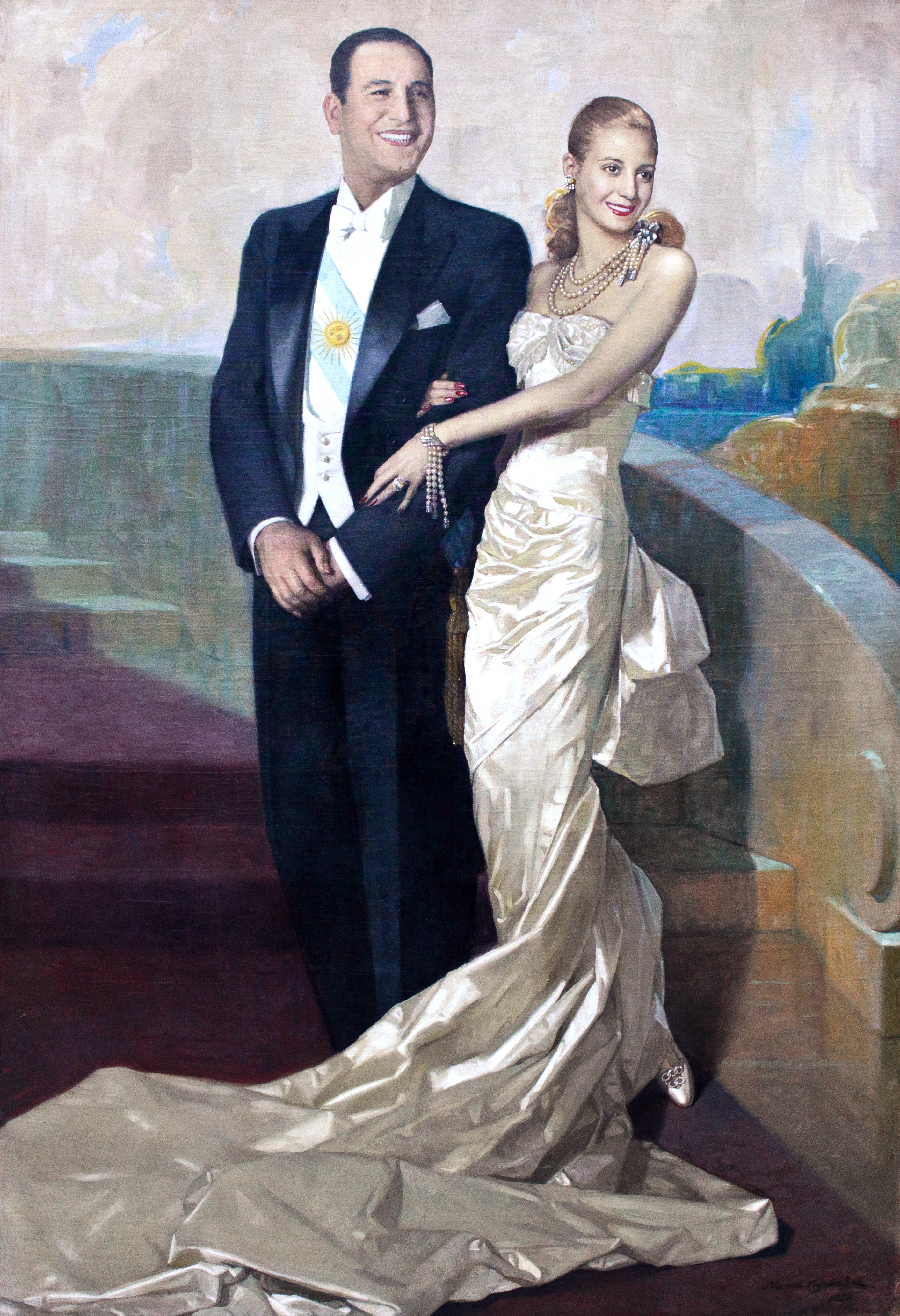
Portrait officiel de es et es, réalisé en 1948.

Après la sortie du film Girl 6 de Spike Lee, dans lequel Madonna interprète une gérante d'un service de téléphone rose, Evita sort aux États-Unis le 25 décembre 1996 et les retours sont excellents. Madonna, qui était terrifiée à l'idée de livrer une performance médiocre comme dans ses précédents films, est encensée par les critiques : Richard Corliss écrit dans Time Magazine que « c'est un soulagement de pouvoir déclarer que le film d'Alan Parker […] est un beau film, bien distribué, bien filmé, bien sous tous les rapports. Madonna répond à toutes nos attentes, dans un rôle épineux. […] Qu'on aime ou déteste l'Eva Perón de Madonna, c'est un régal pour les yeux. Un spectacle qu'il faut voir. » et Todd McCarthy de Variety ajoute que « Madonna donne tout ce qu'elle a dans le rôle-titre et elle s'en sort magnifiquement. » Ces critiques positives permettent à Madonna de triompher aux Golden Globes et de remporter un trophée de la meilleure actrice. En revanche, elle est snobée aux Oscars, en dépit de sa volonté manifeste de remporter une statuette. Elle se rend tout de même à la cérémonie pour interpréter You Must Love Me, une composition inédite du duo Rice/Webber qui remporte l'Oscar de la meilleure chanson originale. Un membre de l'Academy of Motion Picture Arts and Sciences, sous couvert d'anonymat, confiera plus tard à la biographe Barbara Victor que Madonna n'avait pas été sélectionnée tout simplement parce que sa performance n'était pas assez bonne.
En 1997, il est prévu que Madonna interprète la photographe et révolutionnaire italienne Tina Modotti dans un film produit par Mick Jagger mais le projet est annulé, puis elle est annoncée avec Goldie Hawn dans le film Chicago, alors au simple stade de projet. Wes Craven engage Madonna pour le film La Musique de mon cœur en 1999 et cette dernière prend des cours de violon pour se préparer au rôle d'un professeur de musique. Elle quitte cependant le projet en raison de divergences artistiques avec le réalisateur et est remplacée par Meryl Streep deux semaines avant le début du tournage. À la même époque, elle se montre très intéressée par l'adaptation au cinéma du roman Geisha d'Arthur Golden, où elle se voit interpréter le personnage principal, Hatsumomo, mais cela reste sans suite lorsque les responsables de la Columbia, qui détient les droits sur un potentiel film, lui font comprendre qu'ils ne souhaitent pas la voir dans ce rôle.
En 2000, Madonna est couronnée pire actrice du siècle aux Razzie Awards et à cette occasion, le co-créateur du prix, John Wilson, l'invite à venir chercher sa récompense, comme le feront plus tard Halle Berry ou Sandra Bullock, mais son attachée de presse répliquera sèchement « qu'est-ce qui vous fait croire qu'elle voudrait venir accepter un prix de la sorte ? » et ne donnera pas suite à la proposition. Elle joue cette année-là dans la comédie dramatique Un couple presque parfait. Dans ce film réalisé par John Schlesinger, son dernier avant son décès en 2003, elle interprète Abbie Reynolds, une femme esseulée qui partage une nuit d'ivresse avec son meilleur ami homosexuel Robert, interprété par son ami Rupert Everett. Lors de cette nuit, ils couchent ensemble et Abbie tombe enceinte, poussant ce couple anti-conformiste à élever leur enfant ensemble en étant seulement amis. Le tournage est difficile pour le réalisateur, dépassé par les fortes personnalités de ses deux acteurs. Dans son autobiographie Tapis rouge et autres peaux de bananes, Rupert Everett confirme les difficultés de tournage mais selon lui, le film en lui-même était un désastre dès le début. Le film sort en mars 2000 et les critiques sont assassines : pour Roger Ebert, « Madonna n'est pas crédible dans ce film, elle paraît plus faire la promotion de l'éducation alternative » et Steve Daly d'Entertainment Weekly rajoute que « Madonna ne parvient pas à insuffler de l'énergie dans son personnage. » L'année suivante, elle décroche un nouveau Razzie Award.

### L'échec d'À la dériveet autres projets (2001-2006)

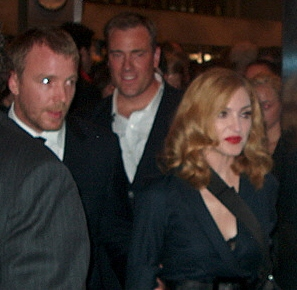
Guy Ritchie et Madonna (ici en 2005) avaient déjà collaboré deux fois ensemble avant À la dérive.

En 2001, une fois son Drowned World Tour achevé, Madonna part en Europe pour tourner le film À la dérive réalisé par Guy Ritchie, son époux qui l'a déjà dirigée dans le clip vidéo pour sa chanson What It Feels Like for a Girl et le spot publicitaire The Hire: Star pour le constructeur automobile BMW, dans lequel elle fait preuve de beaucoup d'autodérision dans son interprétation d'une célébrité capricieuse et agacante. Dans À la dérive, un remake du film italien Vers un destin insolite, sur les flots bleus de l'été de 1974, Madonna joue le rôle d'Amber Leighton, une bourgeoise américaine insupportable qui échoue sur une île déserte avec un marin pêcheur qui la déteste, mais qui finira par tomber amoureux d'elle. Lorsque le film sort, il est critiqué de toutes parts : dans le magazine Rolling Stone, Peter Travers déplore que « Madonna continue à confondre sa tendance à prendre la pose devant la caméra avec les talents d'un acteur confirmé » et, à l'occasion de la sortie en DVD du film, Almar Haflidadson de la BBC rajoute que « Madonna n'a pas le sens de la comédie et n'est pas chaleureuse, ce qui rend son personnage irrécupérable ». La même année, Madonna et Mirwais Ahmadzaï écrivent la chanson Die Another Day pour Meurs un autre jour, 20e film de la série James Bond, dans lequel elle fait un caméo comme professeure d'escrime londonienne qui s'avère être la 1re James Bond Girl lesbienne. Elle est la première chanteuse qui à la fois interprète le générique et joue dans le film.

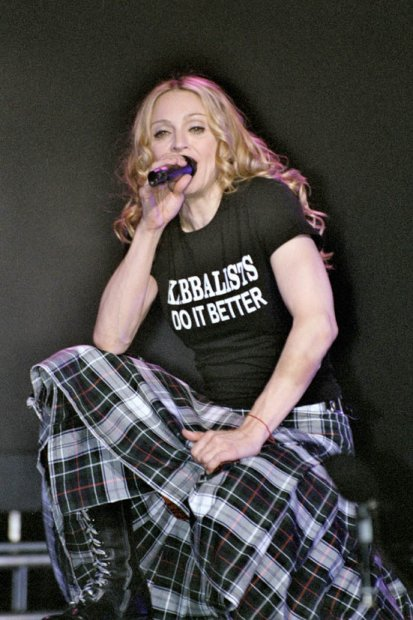
Le documentaire en suit Madonna en 2004 dans les coulisses de sa tournée mondiale en.

En 2003, Madonna reçoit trois Razzie Awards pour ses prestations dans À la dérive et Meurs un autre jour. La même année elle fait ses débuts à la télévision dans la série Will et Grace où elle apparaît dans le 21e épisode de la 5e saison intitulé Une question d'habitudes (Dolls and Dolls dans la version originale). Elle interprète une directrice de production musicale nommée Liz, une probable allusion à son attachée de presse de longue date Liz Rosenberg, avec qui Karen Walker (Megan Mullally) décide de se mettre en colocation. En juin 2004, le quotidien britannique The Guardian annonce que Madonna va interpréter la chanteuse et actrice Texas Guinan dans une comédie musicale intitulée Hello Suckers coproduite par Madonna et Martin Scorsese, ce qu'elle confirme en décembre de la même année mais le projet est rapidement abandonné. La même année, elle commence à travailler sur un projet de comédie musicale avec Luc Besson, qui a réalisé le clip de son single Love Profusion. Le scénario présente l'histoire d'une femme sur son lit de mort qui réfléchit à la vie qu'elle a vécu depuis les années 1920. Pour ce projet, elle collabore avec Patrick Leonard, Mirwais Ahmadzaï et Stuart Price sur plusieurs chansons de différentes époques tandis que Luc Besson est chargé d'écrire le scénario. Insatisfaite du résultat, elle abandonne finalement le projet et réutilise certaines chansons pour son album Confessions on a Dance Floor, dont le single Hung Up.
En 2005, Madonna présente sur MTV le documentaire I'm Going to Tell You a Secret réalisé par Jonas Åkerlund, filmé pendant son Re-Invention Tour entre mai et septembre 2004. Dans ce documentaire, que beaucoup présentent comme une suite du documentaire In Bed with Madonna de 1991, Madonna apparaît plus posée et plus spirituelle qu'elle ne l'était auparavant. Fin 2006, le film Arthur et les Minimoys sort en France. Dans ce film réalisé en images de synthèse par Luc Besson, Madonna prête sa voix à Sélénia, princesse d'un royaume que visite le jeune Arthur (Freddie Highmore) et dont elle tombe amoureuse. C'est le premier film animé auquel Madonna participe mais elle est remplacée par Selena Gomez pour les suites Arthur et la Vengeance de Maltazard et Arthur 3 : La Guerre des deux mondes.

### Sa carrière derrière la caméra (à partir de 2008)

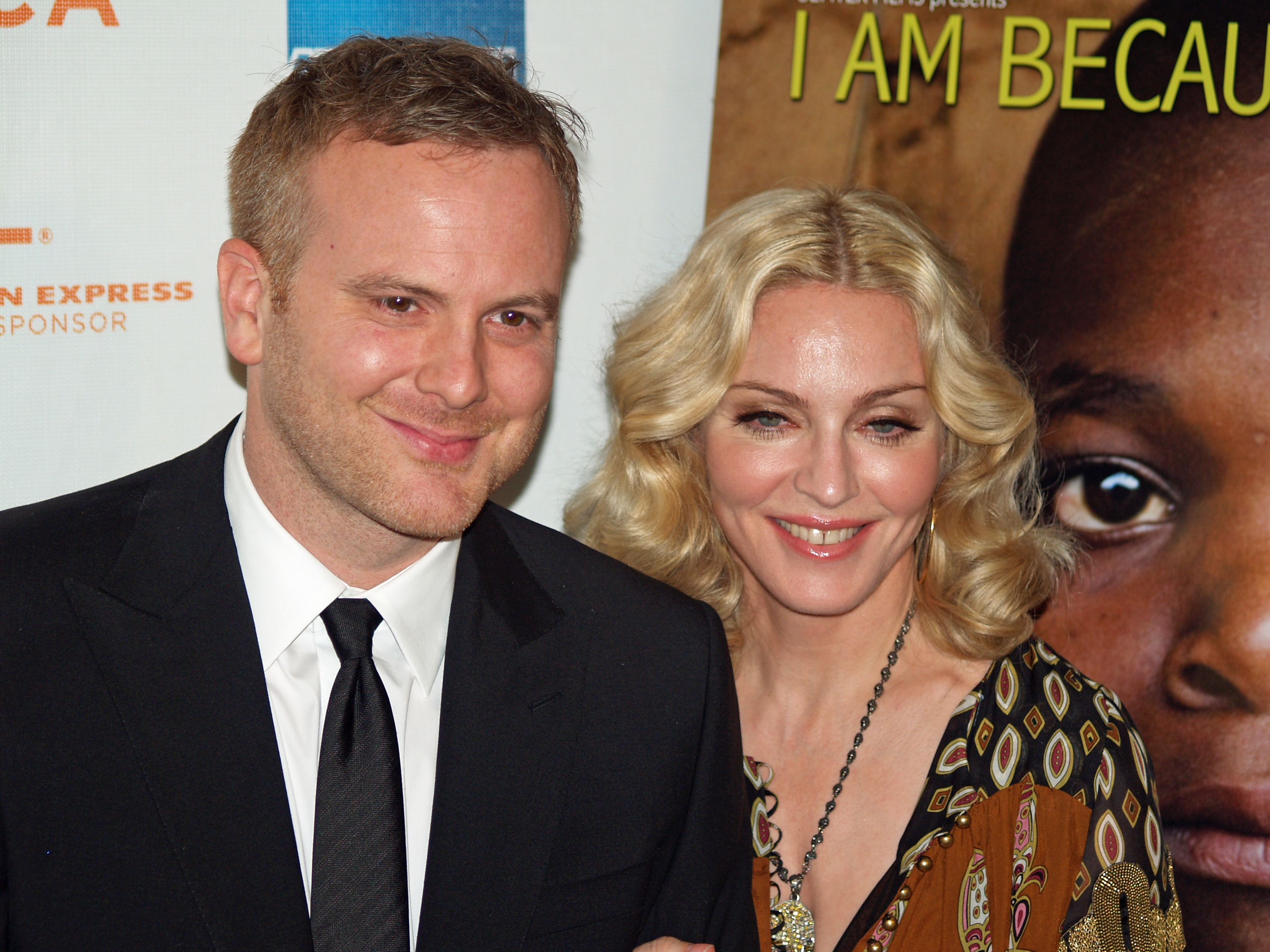
Madonna et le réalisateur Nathan Rissman à la première d'en lors du Festival du film de TriBeCa en 2008

Madonna annonce en août 2006 qu'elle met un terme à sa carrière d'actrice, échaudée par les critiques successives qu'ont suscité ses différents films et qu'elle préfère se tourner vers la réalisation. En février 2007, elle s'associe à l'entreprise de prêt-à porter H&M pour dessiner une collection intitulée « M by Madonna » distribuée dans le monde entier. À cette occasion, elle réalise le spot publicitaire en collaboration avec Dan Cadan. Elle se consacre ensuite à la réalisation de son premier film, Obscénité et Vertu, qu'elle produit et scénarise également. Ce film raconte l'histoire d'A.K. (Eugene Hütz), Juliette (Vicky McClure) et Holly (Holly Weston (en)), trois colocataires londoniens qui aspirent à réaliser leurs rêves : A.K. veut devenir un chanteur célèbre dans le monde entier, Holly est une strip-teaseuse souhaitant devenir danseuse de ballet tandis que Juliette, une pharmacienne, rêve de partir en Afrique pour aider des orphelins. Pour écrire le scénario, Madonna s'est inspirée de sa propre vie, basant par exemple le personnage de Richard E. Grant sur son professeur de ballet, Christopher Flynn. Présenté en avant-première au 58e festival du film de Berlin en février 2008, le film reçoit des critiques négatives : pour Peter Bradshaw du Guardian, « Madonna a été une actrice vraiment mauvaise dans tellement de films et maintenant, elle s'attelle à devenir une réalisatrice médiocre » mais Sheila Johnston du Daily Telegraph note quant à elle qu' « Obscénité et Vertu n'est pas un très mauvais premier film, mais Madonna ferait mieux de se contenter de faire de la musique. »

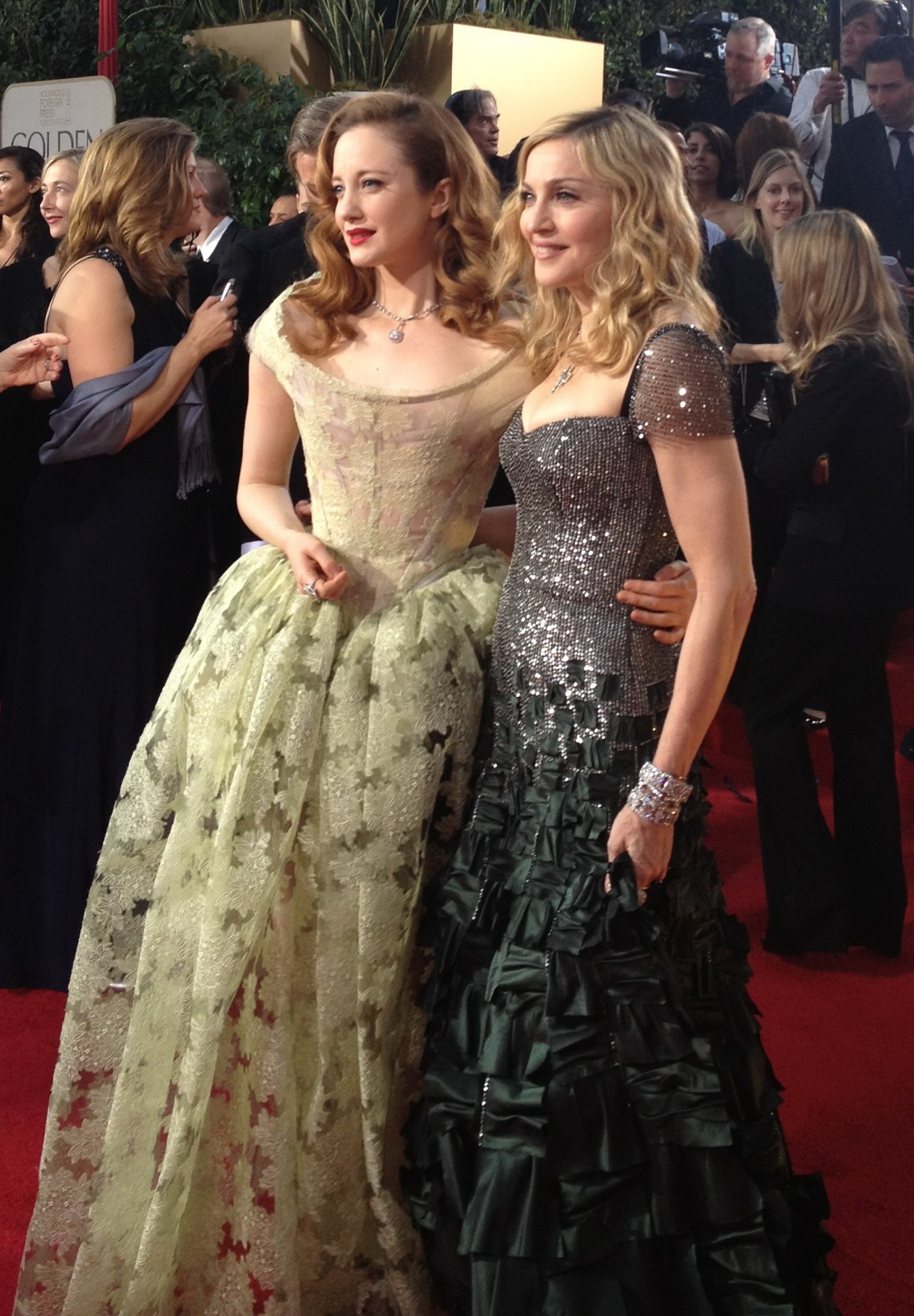
Madonna et Andrea Riseborough aux Golden Globes en 2012.

En mai 2008, Madonna monte les marches du Festival de Cannes pour présenter le documentaire I Am Because We Are (« Je suis ce que je suis grâce à ce que nous sommes tous » en français). Ce film, dont le titre est inspiré de la philosophie africaine Ubuntu, qui traite de la situation humanitaire alarmante du Malawi, pays d'Afrique australe d'où sont originaires ses enfants David et Mercy. Madonna décrit le quotidien d'orphelins vivant dans la pauvreté et ayant perdu leurs parents à cause du sida et fait intervenir de nombreuses personnalités, comme l'ancien président américain Bill Clinton ou le prix Nobel Desmond Tutu, pour attirer l'attention des spectateurs. Pour Michael Moore, réalisateur du documentaire Fahrenheit 9/11 en 2004, I Am Because We Are est un documentaire « très émouvant à regarder et l'on comprend d'autant mieux pourquoi [Madonna] s'est dévouée à la cause que représente le peuple de ce pays. » En 2010, Madonna a également réalisé un spot publicitaire pour la campagne automne/hiver 2010 de la marque Miu Miu. Elle était venue rendre visite aux photographes Mert and Marcus pour les inviter à dîner mais elle s'est finalement proposée pour réaliser la publicité gratuitement. Cette même année, elle est nommée aux Razzie Awards comme pire actrice de la décennie pour ses rôles dans Un couple presque parfait, À la dérive et Meurs un autre jour mais la « récompense » va à Paris Hilton pour ses films La Maison de cire, The Hottie and the Nottie et Repo! The Genetic Opera.
Après la fin de la deuxième partie de son Sticky & Sweet Tour en septembre 2009, Madonna se concentre sur le tournage du film W.E. : Wallis & Édouard, qui raconte l'histoire de Wally Winthrop (Abbie Cornish), new-yorkaise qui est obsédée par Wallis Simpson (Andrea Riseborough), la femme pour qui le roi Édouard VIII (James D'Arcy) a abandonné le trône britannique en 1936. Sorti en mai 2012 en France, le film divise la critique : si Xavier Leherpeur du Nouvel Observateur salue « une mise en scène à l’esthétisme raffiné dénonçant avec une belle fougue le sort des femmes sacrifiées sur l’autel de leur passion » et Christophe Carrière de L'Express ajoute que « l'ensemble n'est pas en 3D, mais ne manque pas de relief », Olivier de Bruyn du Point estime quant à lui que W./E. : Wallis & Édouard est un film « indigeste, […] boursouflé et lourdement signifiant, [qui] ne témoigne en rien des prédispositions de Madonna pour l'art de la mise en scène » tandis que Simon Riaux d'Écran Large ajoute que le film est « ampoulé, incohérent et pompeux, même Madonna paraît ne pas savoir où elle veut aller. » W./E. : Wallis & Édouard est tout de même nommé aux Golden Globes 2012, dans la catégorie meilleure musique de film et Madonna gagne le trophée de la meilleure chanson originale pour Masterpiece. La costumière Arianne Phillips est elle nommée aux Oscars dans la catégorie meilleurs costumes.
En 2013, Madonna propose en partenariat avec la société BitTorrent, Inc. un court-métrage, Secret Project Revolution, qu'elle a scénarisé, produit et co-réalisé avec le photographe Steven Klein, un de ses collaborateurs de longue date, pour défendre les droits de l'homme et lance en parallèle une initiative, Art for Freedom, qui promeut la liberté d'expression. Elle a également acheté les droits du livre Les vies parallèles de Greta Wells d'Andrew Sean Greer en vue de le réaliser. Lors d'une interview pour le New York Times donnée en mars 2015 dans le cadre de la promotion de son treizième album Rebel Heart, Madonna a expliqué avoir travaillé simultanément sur l'adaptation du livre et l'écriture de chansons pour son album. Elle est également pressentie pour réaliser l'adaptation sur grand écran du roman Adé: A Love Story de Rebecca Walker, un projet qui serait produit par Bruce Cohen et scénarisé par Dianne Houston,. En 2021, elle crée une fois de plus la polémique en mettant en scène la mort de Marilyn Monroe dans le court-métrage Private Affair de Steven Klein.

## Filmographie
Sauf indication contraire, les informations mentionnées dans cette section peuvent être confirmées par la base de données cinématographiques IMDb,  présente dans la section « Liens externes ».

### Comme actrice

#### Longs métrages

##### Années 1980
- 1985[N 2] : A Certain Sacrifice de Stephen Jon Lewicki : Bruna
- 1985 : Vision Quest (Crazy for You) d'Harold Becker : la chanteuse du bar
- 1985 : Recherche Susan désespérément (Desperately Seeking Susan) de Susan Seidelman : Susan
- 1986 : Shanghai Surprise de Jim Goddard : Gloria Tatlock
- 1987 : Who's That Girl de James Foley : Nikki Finn
- 1989 : Il était une fois Broadway (Bloodhounds of Broadway) d'Howard Brookner : Hortense Hathaway

##### Années 1990
- 1990 : Dick Tracy de Warren Beatty : Breathless Mahoney
- 1992 : Ombres et Brouillard (Shadows and Fog) de Woody Allen : Marie
- 1992 : Une équipe hors du commun (A League of Their Own) de Penny Marshall : Mae Mordabito
- 1993 : Body (Body of Evidence) d'Uli Edel : Rebecca Carlson
- 1993 : Snake Eyes (Dangerous Game) d'Abel Ferrara : Sarah Jennings
- 1995 : Brooklyn Boogie (Blue in the Face) de Paul Auster et Wayne Wang : le télégramme chanté
- 1995 : Groom Service (Four Rooms) d'Allison Anders : Elspeth (segment The Missing Ingredient)
- 1996 : Girl 6 de Spike Lee : Boss #3
- 1996 : Evita d'Alan Parker : Eva Perón

##### Années 2000
- 2000 : Un couple presque parfait (The Next Best Thing) de John Schlesinger : Abbie Reynolds
- 2002 : À la dérive (Swept Away) de Guy Ritchie : Amber Leighton
- 2002 : Meurs un autre jour (Die Another Day) de Lee Tamahori : Verity
- 2006 : Arthur et les Minimoys (Arthur and the Invisibles) (film d'animation) de Luc Besson : Princesse Sélénia (voix)

#### Courts-métrages
- 1974 : The Egg de Wyn Cooper : The Egg Girl
- 2013 :
Secret Project Revolution d'elle-même et Steven Klein
- 2017 : Her-Story de Luigi & Iango
- 2021 : Private Affair de Steven Klein
- 2023 : The Enlightenment de Luigi & Iango
- 2024 : Funeral Rites de Ricardo Gomes

#### Télévision
- 1985 : Saturday Night Live (émission) : Diana Spencer / Marilyn Monroe / personnages divers (saison 11, épisode 1)
- 1992 : Saturday Night Live (émission) : Liz Rosenberg (saison 17, épisode 14)
- 2003 : Will et Grace (Will & Grace) (série) : Liz (saison 5, épisode 21 : Une question d'habitudes)

#### Publicités
- 1986-1987 : Mitsubishi
- 1989 : Pepsi (Make a Wish)
- 1990 : Rock the Vote (en)
- 1995 : Takara Shuzo
- 1999 : Max Factor (en) (Max Factor Gold)
- 2001 : BMW (The Hire: Star de Guy Ritchie)
- 2003 : Gap (A New Groove, A New Jean)
- 2005 : Motorola (Phone Booth)
- 2007 : H&M (M by Madonna)
- 2007 : Brillia Mare Ariake
- 2010 : Dolce & Gabbana
- 2012 : Truth or Dare by Madonna
- 2014 : MDNA Skin
- 2024 : Itaú Unibanco (Feito de Futuro)

### Comme réalisatrice
- 2008 : Obscénité et Vertu (Filth and Wisdom)
- 2011 : W.E. : Wallis & Édouard (W.E.)
- 2013 : Secret Project Revolution (court métrage) - co-réalisé avec Steven Klein

### Comme productrice
- 1991 : In Bed with Madonna (Madonna: Truth or Dare) (documentaire) d'Alek Keshishian

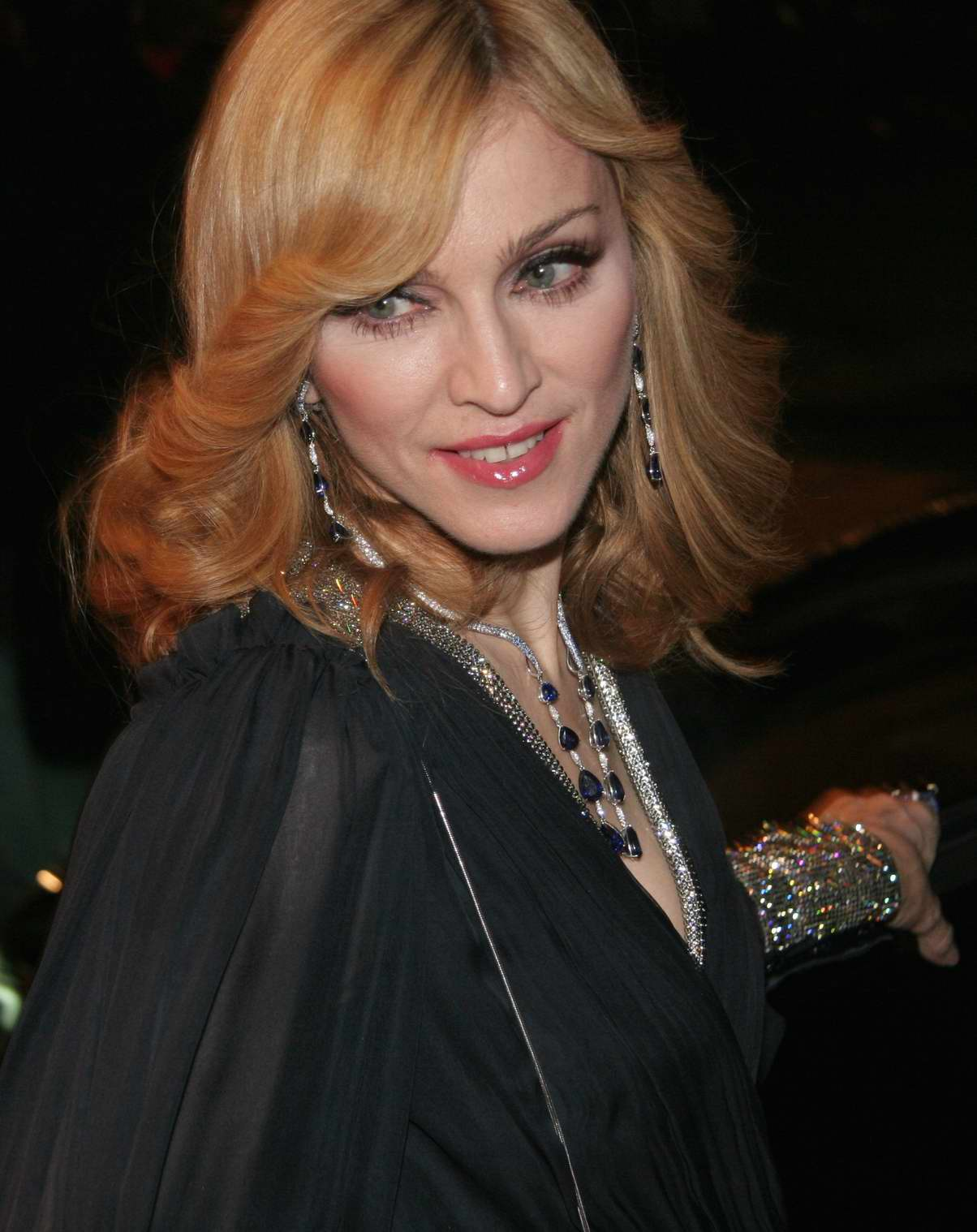
Madonna à Londres en 2005 pour la promotion de son documentaire en.

- 1992 : Sex (documentaire making of) de Fabien Baron
- 2002 : Cody Banks, agent secret (Agent Cody Banks) de Harald Zwart
- 2003 : Cody Banks, agent secret 2 : Destination Londres (Agent Cody Banks 2: Destination London) de Kevin Allen
- 2004 : 30 Days Until I'm Famous (téléfilm) de Gabriela Tagliavini
- 2005 : I'm Going to Tell You a Secret (documentaire) de 	Jonas Åkerlund
- 2008 : Obscénité et Vertu (Filth and Wisdom) d'elle-même
- 2008 : Alyx (téléfilm)
- 2008 : I Am Because We Are (documentaire) de Nathan Rissman
- 2011 : W.E. : Wallis & Édouard (W.E.) d'elle-même
- 2013 : Secret Project Revolution (court métrage) d'elle-même et Steven Klein

## Distinctions

### Récompenses
| Année | Événement              | Prix / catégorie                                      | Travail récompensé                                               |
| ----- | ---------------------- | ----------------------------------------------------- | ---------------------------------------------------------------- |
| 1987  | ASCAP Awards           | Chanson extraite d'un film la plus interprétée        | Live to Tell dans Comme un chien enragé                          |
| 1988  | ASCAP Awards           | Chanson extraite d'un film la plus interprétée        | Who's That Girl dans le film homonyme                            |
| 1991  | MTV Video Music Awards | Meilleure vidéo musicale                              | The Immaculate Collection                                        |
| 1992  | Grammy Awards          | Meilleur long-métrage musical                         | Blond Ambition World Tour Live                                   |
| 1993  | ASCAP Awards           | Chanson extraite d'un film la plus interprétée        | This Used to Be My Playground dans Une équipe hors du commun     |
| 1997  | Golden Globes          | Meilleure actrice dans un film musical ou une comédie | Evita                                                            |
| 2000  | ASCAP Awards           | Chanson extraite d'un film la plus interprétée        | Beautiful Stranger dans Austin Powers 2 : L'Espion qui m'a tirée |
| 2000  | Grammy Awards          | Meilleure chanson écrite pour les médias visuels      | Beautiful Stranger                                               |
| 2008  | Grammy Awards          | Meilleur long-métrage musical                         | The Confessions Tour                                             |
| 2012  | Golden Globes          | Meilleure chanson originale                           | Masterpiece dans W.E. : Wallis & Édouard                         |

### Nominations
| Année | Événement                        | Prix / catégorie                                 | Travail nommé                                                    |
| ----- | -------------------------------- | ------------------------------------------------ | ---------------------------------------------------------------- |
| 1988  | Golden Globes                    | Meilleure chanson originale                      | Who's That Girl dans le film homonyme                            |
| 1988  | Grammy Awards                    | Meilleure chanson écrite pour les médias visuels | Who's That Girl dans le film homonyme                            |
| 1991  | Saturn Awards                    | Meilleure actrice                                | Dick Tracy                                                       |
| 1993  | Golden Globes                    | Meilleure chanson originale                      | This Used to Be My Playground dans Une équipe hors du commun     |
| 1993  | MTV Movie Awards                 | Femme la plus désirable                          | Madonna dans Body                                                |
| 1995  | Grammy Awards                    | Meilleur long-métrage musical                    | The Girlie Show: Live Down Under                                 |
| 1995  | Grammy Awards                    | Meilleure chanson écrite pour les médias visuels | I'll Remember dans Avec les félicitations du jury                |
| 1995  | Golden Globes                    | Meilleure chanson originale                      | I'll Remember dans Avec les félicitations du jury                |
| 1995  | MTV Movie Awards                 | Meilleure chanson originale                      | I'll Remember dans Avec les félicitations du jury                |
| 1997  | Meilleure chanson de film        | Don't Cry for Me Argentina dans Evita            |                                                                  |
| 1997  | Meilleure actrice                | Evita                                            |                                                                  |
| 1998  | Blockbuster Entertainment Awards | Evita                                            | Actrice favorite dans un drame                                   |
| 1999  | Kids' Choice Awards              | Meilleure chanson originale                      | Beautiful Stranger dans Austin Powers 2 : L'Espion qui m'a tirée |
| 2000  | Golden Globes                    | Meilleure chanson originale                      | Beautiful Stranger dans Austin Powers 2 : L'Espion qui m'a tirée |
| 2003  | Golden Globes                    | Meilleure chanson originale                      | Die Another Day                                                  |
| 2003  | Satellite Awards                 | Meilleure chanson originale                      | Die Another Day                                                  |
| 2007  | Grammy Awards                    | Meilleur long-métrage musical                    | I'm Going to Tell You a Secret                                   |
| 2012  | World Soundtrack Awards          | Meilleure chanson originale                      | Masterpiece dans W.E. : Wallis & Édouard                         |

## Voix françaises
Sources doublage : fiche de Madonna sur RS Doublage, fiche sur le Nouveau Forum Doublage Francophone, fiche de Madonna sur Doublage Québec.
En France, alors que Maïk Darah l'a déjà doublé à quatre reprises, en 1993, Madonna l'impose pour la doubler dans le film Body[réf. nécessaire], puis elle la double encore à quatre reprises (en 2015).

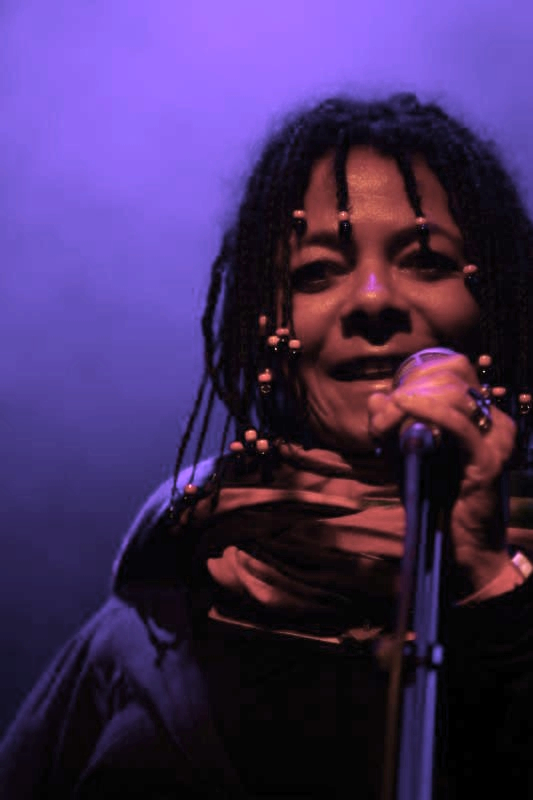
Maïk Darah en 2009.

Au Québec, Madonna est doublée par Marie-Andrée Corneille.
En France
- Maïk Darah dans :
  - Dick Tracy
  - In Bed with Madonna
  - Ombres et Brouillard
  - Une équipe hors du commun
  - Body
  - Brooklyn Boogie
  - Groom Service
  - Will et Grace (série télévisée)
  - Pixels (voix)
- Laurence Crouzet dans :
  - Who's That Girl
  - Un couple presque parfait
  - À la dérive
  - Meurs un autre jour
- Élisabeth Wiener dans :
  - Recherche Susan désespérément
  - Snake Eyes
- Micky Sébastian dans :
  - Shanghai Surprise
  - Girl 6
- Laurence Bréheret dans Il était une fois Broadway
- Catherine Cipan dans American Idol (émission télévisée)

Au Québec
- Marie-Andrée Corneille dans :	
  - Dick Tracy
  - Une ligue en jupons
  - Le Bonheur… ou Presque